# التجديف

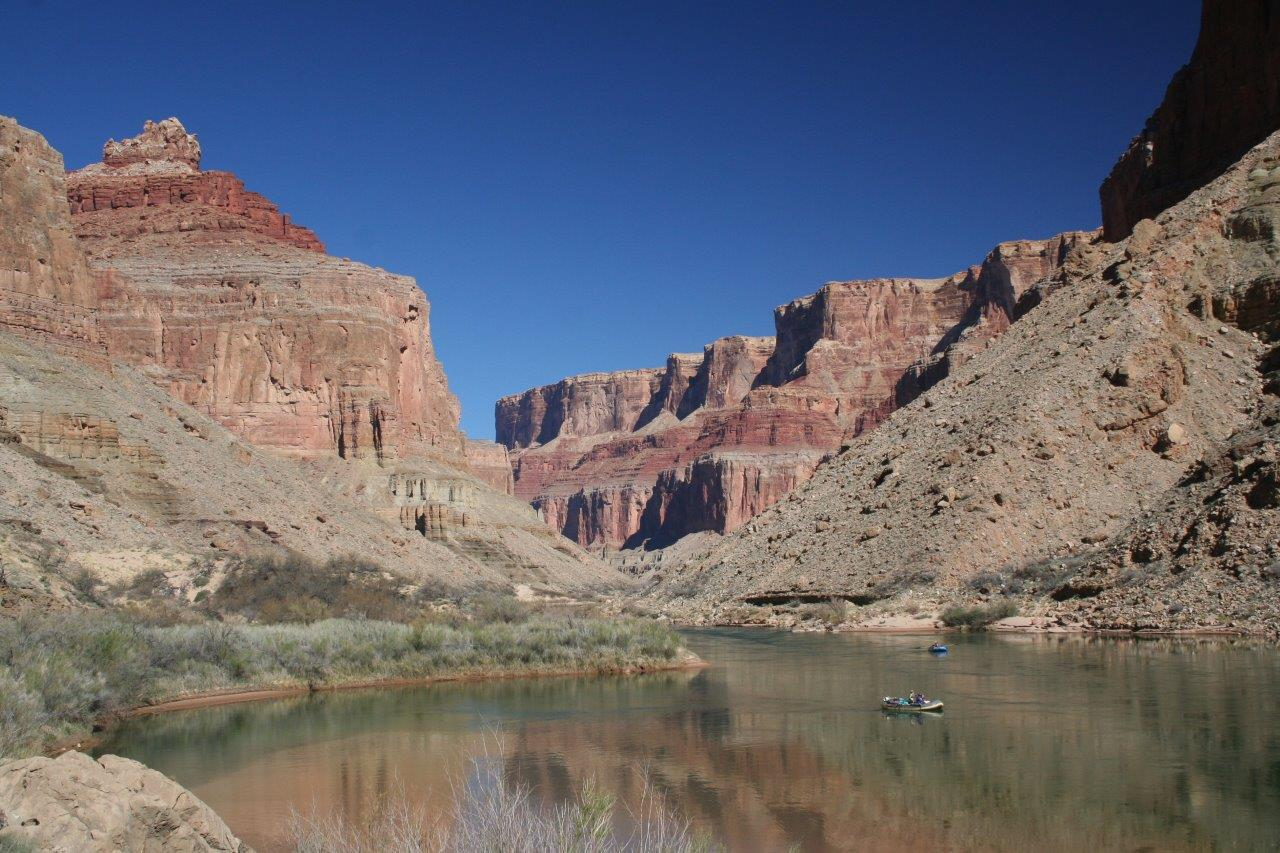
تجمع كبير في جراند كانيون، الولايات المتحدة الأمريكية

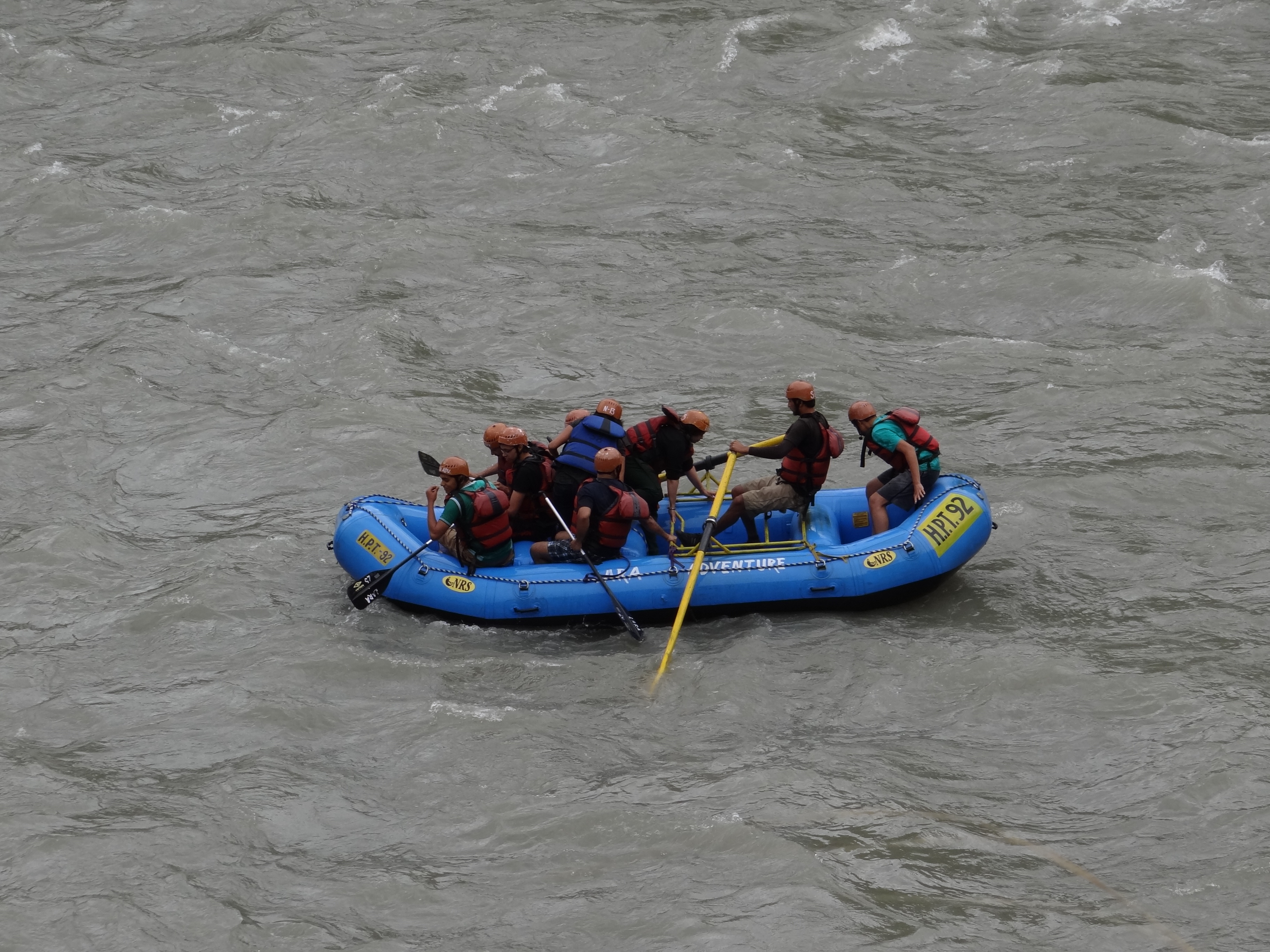
تجمع كبير في هيماشال براديش، الهند

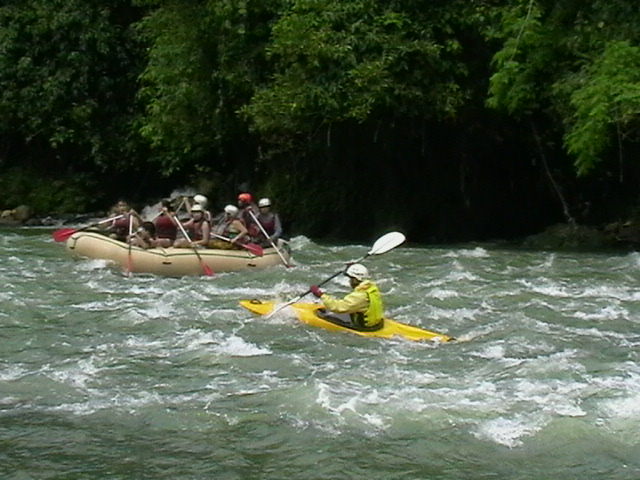
تجمع المياه البيضاء على طول نهر كاجايان دي أورو، الفلبين

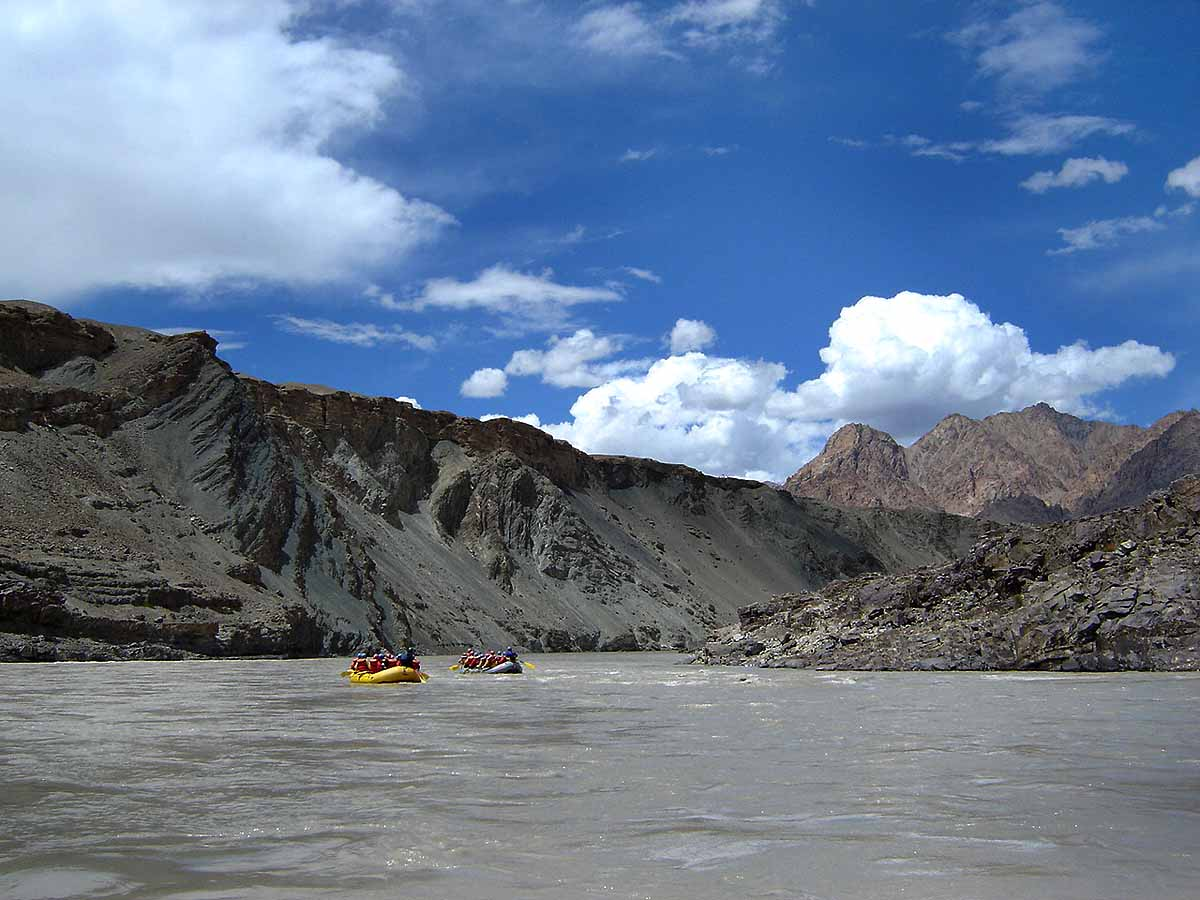
تجمع كبير في لاداخ، الهند

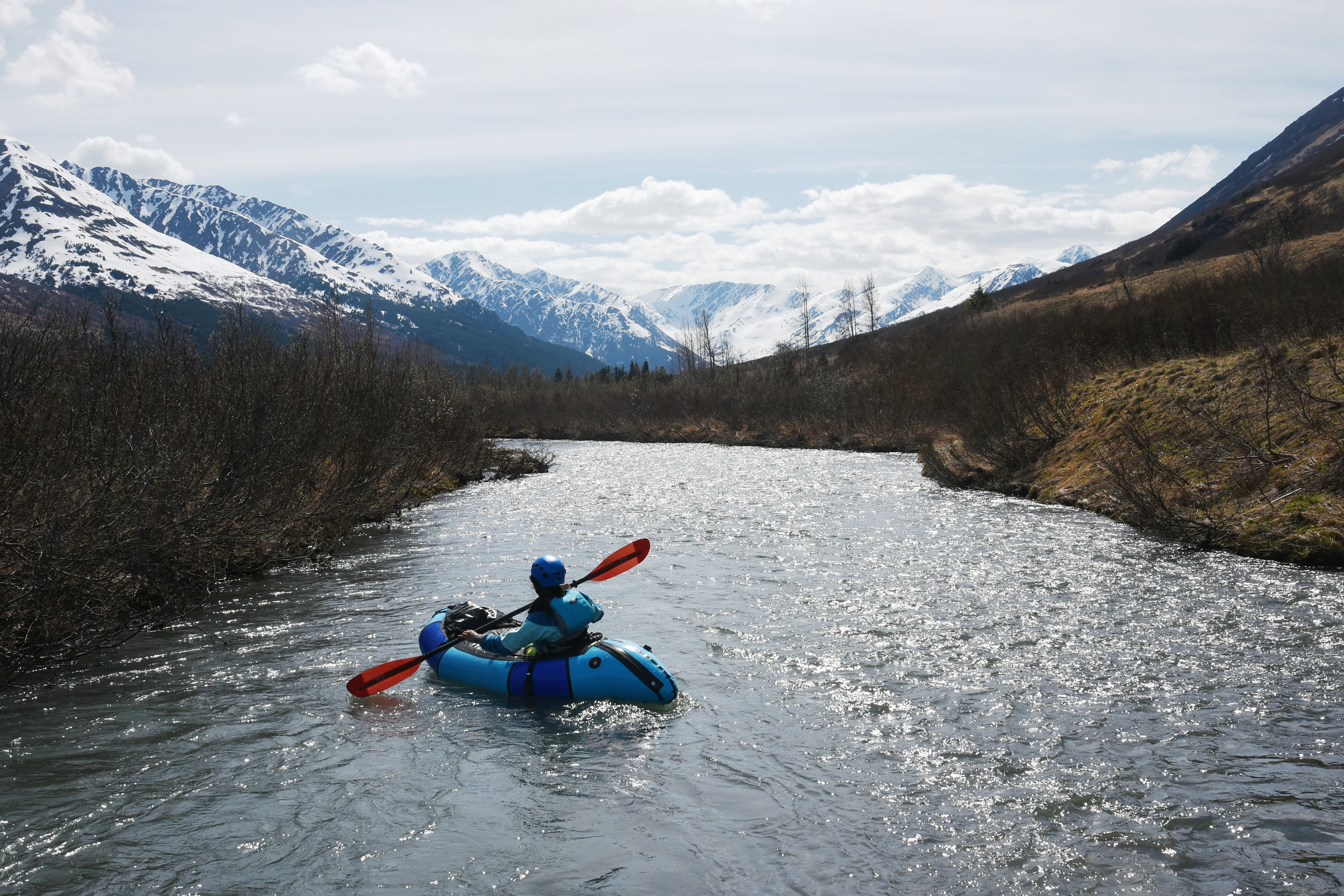
تجمع كبير في ألاسكا

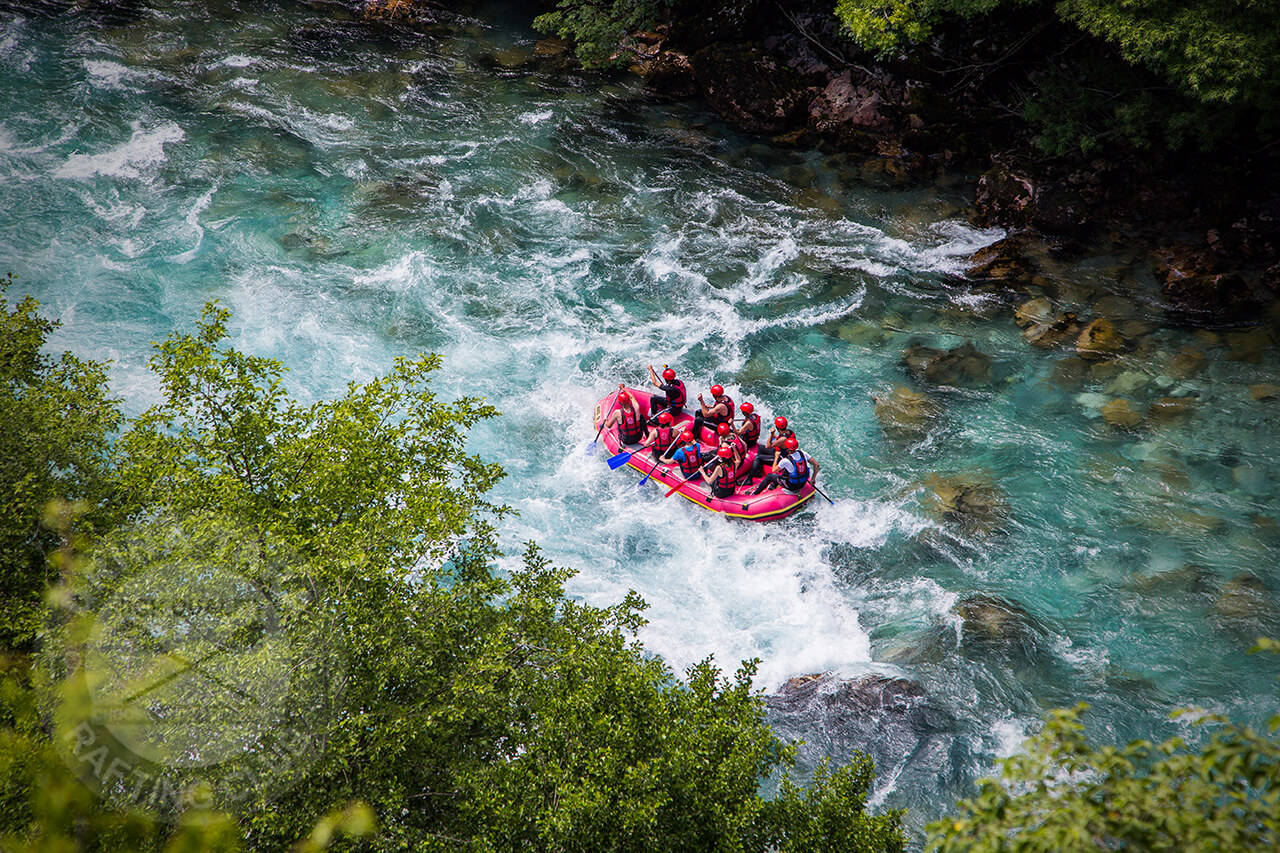
تجمع كبير على نهر تارا، البوسنة

التجديف وركوب الرمث في المياه البيضاء هي أنشطة ترفيهية في الهواء الطلق تستخدم طوفًا قابل للنفخ للتنقل في نهر أو أي مجرى مائي آخر. في العادة ما يتم ذلك في المياه البيضاء أو بمستويات متفاوتة من الماء العكر. في الغالب ما يكون التعامل مع المخاطر جزءًا لا يتجزء من التجربة.
اضحى هذا النشاط كرياضة مغامرات شائعًا منذ خمسينيات القرن المنصرم، إن لم يكن من قبل ذلك، حيث تطور من تجديف الأفراد مسافة 10 قدم (3.0 م) إلى 14 قدم (4.3 م) الأطواف ذات المجاديف ذات الشفرات المزدوجة أو المجاديف إلى أطواف ذات اشخاص متعددين يتم قيادته باستعمال المجاديف وحيدة الشفرة ويتحكم بها شخص في نهاية الط، أو باستخدام المجاديف.
و يعتبر التجديف في اماكن معينة من الأنهار رياضة خطرة ويمكن لها أن تكون قاتلة، في حين أن الأقسام الأخرى ليست شديدة أو مستعصية. وتعتبر رياضة التجديف أيضًا من الرياضات التنافسية التي تُقام في حول العالم اجمع وتتوج بحدث بطولة العالم للقوارب بين الدول المشاركة. الاتحاد الدولي للتجديف، الذي يرمز إليه غالبًا باسم IRF، وهي الهيئة العالمية التي تشرف على جميع جوانب الرياضة.

## الادوات
تطورت ادوات التجديف بصورة مستمرة وتطورت بشكل مهول من الأطواف العسكرية الفائضة من المطاط القديم في الحرب العالمية الثانية. تصنع أطواف المياه البيضاء المعاصرة عادةً من النايلون المتطور أو مواد بلاستيكية ملئة بالكيفلر مثل PVC أو يوريتان؛ وعلى الرغم من أن العديد من الشركات المصنعة ذات جودة منخفضة للمبتدئين لا تزال تستخدم المطاط اللاصق. ويعد البلاستيك عمومًا اشد متانة وعمره الافتراضي أطول، كما أنه سهل الإصلاح مقارنةً بالأطواف المطاطية القديمة.
المجاذيف والمجاديف هي الطريقة المثلى لقيادة الأطواف وتكون ذات احجام وأنواع عديدة مع مراعاة ظروف الأنهار المحددة.

### المجاذيف
المجاذيف مكونة من طبقات من الخشب أو البلاستيك أو الألومنيوم أو ألياف الكربون أو غيرها من المواد المركبة المتقدمة. هناك العديد من الأنواع والتوليفات من هذه المواد مع مجاذيف منخفضة المستوى للمبتدئين تتكون من الألومنيوم والبلاستيك الرخيصين. يتم إنشاء النماذج عالية الجودة من مركبات عالية الجودة ويتم استخدامها في الغالب من قبل مرشدي التجديف المحترفين ومتسابقي الطوافة وعمال التجديف الاستكشافية.
تكوين التصميم الأساسي لركوب الرمث من 3 أجزاء:
- شفرة واحدة
- الفتحة
- T- قبضة

في العادةً ما تستعمل العوارض الخشبية المجاذيف في اصغر الأنهار والأقل حجمًا حيث يمكن أن تتسبب الصخور والأخطار الأخرى في إتلاف المجاديف الكبيرة. عادةً ما يستخدم الضيوف المجاذيف في الرحلات التجارية أيضًا نظرًا لأنه يُنظر إليها على أنها طريقة أكثر جاذبية للاستمتاع بالرحلة النهرية. عند استخدام المجاذيف في الطوافة، يشار إليها باسم «التجديف» أو «التوجيه بالمجداف».

### مجاديف
تصنع المجاديف عادة من نفس المواد كالمجاذيف. الخشب والبلاستيك والألمنيوم وألياف الكربون. تصمم المجاديف للعديد من أنواع الأنهار المختلفة بأشكال نصل مختلفة بشكل مرئي مصممة للتعامل مع ظروف الأنهار المختلفة. في العادةً ما تُصنع المجاديف كلوح خشبي صلب واحدة للمساعدة في الحفاظ على قوة المجذاف ومرونته أثناء الضغط الشديد. عادة ما تصنع المجاديف المركبة أو المعدنية في 3 أجزاء:
- شفرة
- الفتحة
- سيطرة

كل هذه الأجزاء من الممكن تبديلها ومن الممكن تطويرها وتغييرها بعدة سبل لرفع متعة التجديف. تُستعمل المجاديف عمومًا في الأنهار المسطحة الأوسع ذات الحجم الأكبر للمساعدة في التحرك بشكل أكثر كفاءة عبر المسابح الطويلة بطيئة الحركة، وعلى الرغم من أن الصيادون غالبًا ما يستخدمون مجاديف أقصر على طوافات أصغر في الأنهار منخفضة الحجم لمساعدتهم على الحفاظ على موقع متميز عند المنبع بينما يلقي الصيادون من طوف. عندما تستخدم الطوافة المجاديف، تسمى «التجديف» على الرغم من أن العديد من الأشخاص يشيرون بشكل غير صحيح إلى هذا على أنه «تجديف» أو «تأطير المجذاف»، ومع ذلك، فإن هذه المصطلحات غير صحيحة وغالبًا ما توحي بعدم الخبرة عند استخدامها في محادثة مع أعضاء مجتمع التجديف. عادةً ما تستخدم المجاديف أحد نظامين لربطها بالقارب، ولكن في كلتا الحالتين، فإنها تتعامل مع القارب من خلال إطار معدني كبير مربوط بالقارب يسمى «إطار المجذاف». تتصل المجاذيف بالإطار إما عن طريق نظام دبوس ومقطع أو نظام يسمى مجاديف. يتصل أي من النظامين بالإطار عبر أبراج مجذاف على جانبي الإطار.

#### دبابيس ومقاطع
يطلق على الدبابيس اسم «دبابيس الثول» أو «دبابيس المجذاف». يثبت مشبك معدني كبير بالمجداف ويثبت بالمسمار. يحوي الجزء العلوي من الدبوس على قطعة مطاطية أو بلاستيكية تمنع المجذاف من الانزلاق فوق الجزء العلوي من الدبوس. يتصل الجزء السفلي من الدبوس ببرج مجداف تم تصميمه لتثبيت الدبوس في مكانه. إن هذا النظام هو نظام عتيق على الرغم من أنه مفيد لأنماط معينة من الأنهار الجارية مثل الأنهار الكبيرة والخطيرة من الفئة 5 التي تتطلب مجاديفك للبقاء في مكانها قدر الإمكان.
المجاذيف أو الأقفال تعتبر من الاشكال الأكثر شيوعًا من المرفقات للمجداف لأنها تمكن المجداف بـ «ريشة» المجذاف ذهابًا وإيابًا أثناء التجديف مما يهون على الشخص الذي يستعمل المجاديف الاستمرار في اتجاه التيار. وتبدو المجاذيف وكأنها دبوس يعلوه شفة معدنية مثل شكل حرف U. تنزلق المجاذيف في الفجوة بين القطع المعدنية على شكل حرف U ويمكن تثبيتها في مكانها باستعمال سدادة بلاستيكية تسمى المجداف. يسمح المجداف للمجدف بالحفاظ على موضعه على المجداف بالطول الصحيح المناسب للتجديف.

## التاريخ
يمكن إرجاع تجديف وايت ووتر إلى عام 1811 عندما تم التخطيط لأول محاولة مسجلة للإبحار في نهر الأفعى في وايومنغ. بدون وجود أي استعداد أو خبرة أو معدات مناسبة، وكان النهر مستعصي للغاية وخطير. ومن ثم لقب ب "Mad River". في 9 يونيو 1940، قاد كلايد سميث رحلة ناجحة خلال وادي نهر الأفعى.

## فئات المياه البيضاء

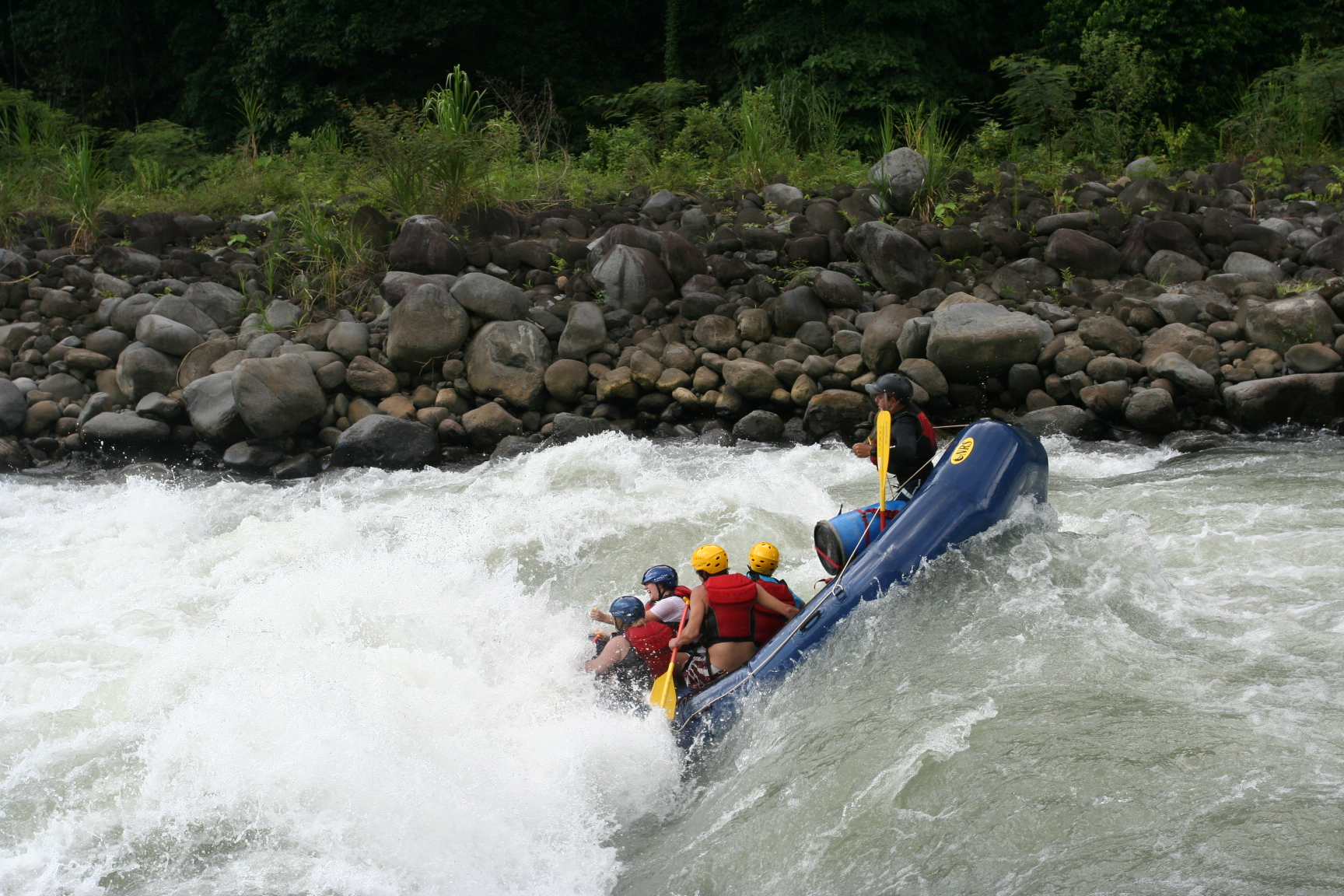
تجمع على نهر باكوار، كوستاريكا

يُعرف أيضًا باسم المقياس الدولي لصعوبة النهر، فيما يلي فئات صعوبة الست في ركوب الطوف في المياه البيضاء. وهي تتراوح من البسيطة إلى الخطيرة للغاية والمحتمل أو الإصابات الخطيرة.
فئة 1: مناطق عكرة صغيرة جدًا، قد تتطلب مناورة طفيفة. (مستوى المهارة: بديهيات التجديف)
الفئة 2: ربما تتحتوي على بعض المياه العكرة، وربما بعض الصخور، بعض المناورة. (مستوى المهارة: مهارة التجديف الأولية)
الفئة 3: موجات صغيرة، ربما تكون صغيرة الحجم، لكن لا يوجد خطر كبير. قد تتطلب مناورة صعبة. (مستوى المهارة: بعض الخبرة في ركوب الطوف)
الفئة 4: المياة البيضاء، الأمواج المتوسطة، ربما بعض الصخور، وربما انخفاضات كبير، قد تكون هناك حاجة إلى مناورات حادة (مستوى المهارة: تجربة ركوب الطوف المثالية)
فئة 5: المياه البيضاء، الأمواج ذات الحجم الكبير، الحجم الكبير، إمكانية وجود صخور كبيرة وبعض المخاطر، إمكانية حدوث انخفاض كبير، تتطلب مناورة دقيقة. (مستوى المهارة: إتقان كامل لمهارات ركوب الطوف)
الفئة 6: تعتبر منحدرات الفئة 6 ذات خطورة عالية إذ لا يمكن ملاحتها بشكل مثالي. يمكن أن تتوقع العوارض الخشبية مواجهة مياه بيضاء كبيرة، وموجات ضخمة، وصخور ضخمة ومخاطر، و / أو قطرات كبيرة من شأنها أن تنقل تأثيرات شديدة تتجاوز القدرات التحمل لدى هيكل الطوف وتقييمات التأثير لجميع معدات التجديف تقريبًا. إن الخوض في مياه من المستوى 6 يزيد بشكل كبير من احتمالية أن يؤدي إلى إصاببات خطرة أو وفاة بالمقارنة بالفئات الأقل. (مستوى المهارة: إتقان كامل للتجديف، وحتى في هذه الحالة قد لا يكون آمنًا) 

## الأمان
مستوى المخاطر المتوقعة في رحلة تجديف بالأخذ الاحتياطات المناسبة منخفض. يستمتع الآلاف من الأشخاص برحلات التجديف بأمان كل عام.
كمعظم الرياضات الخارجية، أصبح ركوب الطوف بصورة عامة أكثر أمانًا بمرور السنين. زادت الخبرة في الرياضة، وأضحت المعدات أكثر تخصصًا وتطورت في ناحية الجودة. ونتيجة لذلك، اختلف تصنيف الصعوبة لمعظم ممرات الأنهار. ومن الأمثلة الكلاسيكية على ذلك نهر كولورادو في جراند كانيون، والذي كان تاريخياً ذو سمعة تفوق بكثير إحصائيات السلامة الفعلية الخاصة به. يرى جراند كانيون اليوم المئات من رحلات ركوب الرمث الآمنة من خلال القيام بذلك بنفسك باستخدام العوارض الخشبية وأصحاب الامتياز التجاريين في النهر. 
تطلب شركات التجديف في العموم من العملاء التوقيع على نماذج تنازل تشير إلى الإلمام بجميع المخاطر المحتمل حدوثها. غالبًا ما تبدأ رحلات التجديف التي تقوم بها بنفسك ورحلات التجديف بإرشادات السلامة لتثقيف المشاركين في التجديف حول المخاطر التي قد تنشأ. اعتمادًا على المنطقة، قد توجد في التشريع لوائح السلامة التي تغطي التجديف، وسواء بالنسبة لعامة الناس الذين يعملون بنفسك وكذلك المشرفين التجاريين. وتكون حول الارتداء الإجباري لسترات النجاة، التي تحتوي على المعدات الأساسية مثل الصفارات وأجهزة العوم القابلة للرمي، إلى اعتماد تجار الملابس وموظفيهم.
يُنصح عمومًا بمناقشة إرشادات السلامة مع مسئول التجديف التجاري قبل التوقيع على هذا النوع من الرحلات. المعدات المناسبة هي معلومات ضرورية يجب أخذها في عين الاعتبار.
تنبع المخاطر في تجمع المياه البيضاء من المخاطر البيئية والسلوكية غير اللائقة. بعض السمات على الأنهار غير آمنة بطبيعتها وظلت كذلك باستمرار. وتشمل هذه «العناصر الهيدروليكية الحافظة»، و «المصافي» (مثل الأشجار المتساقطة)، والسدود (خاصة السدود منخفضة الرأس، التي تميل إلى إنتاج هيدروليكيات حافظة على مستوى النهر)، وصخور مقوسة، وبالطبع شلالات مرتفعة بشكل خطير. حتى في المناطق الأكثر امانا، يمكن أن تشكل المياه المتحرّكة دائمًا مخاطر - مثل عندما يحاول السباح الوقوف على مجرى نهر صخري في تيار قوي، مخاطرةً بالوقوع في فخ القدم. كما ساهم السلوك غير المسؤول المرتبط بالتجديف أثناء وجوده في حالة سكر في وقوع العديد من الحوادث.
تشمل إصابات ركوب الطوف الاعتيادية على الصدمات الناتجة عن الاصطدام بجسم ما، والإرهاق الناتج عن التفاعل بين وضع المجدف ومعداته وقوة الماء، وإصابات الإفراط في الاستخدام، وإصابات الغمر / البيئة، والإصابات غير البيئية بسبب حالات طبية غير معلنة (مثل القلب مشاكل). أظهرت الدراسات أن معدلات الإصابة في التجديف منخفضة نسبيًا،  الرغم من أنها قد تكون منحرفة بسبب عدد كبير من الحوادث التي لم يتم الإبلاغ عنها. حالات الوفاة نادرة في كل من التجديف التجاري وركوب الرمث اليدوي. حسبت التحليلات التلوية أن الوفيات تراوحت بين 0.55  - 0.86٪  لكل 100,000 يوم مستخدم.

## الجوانب البيئية

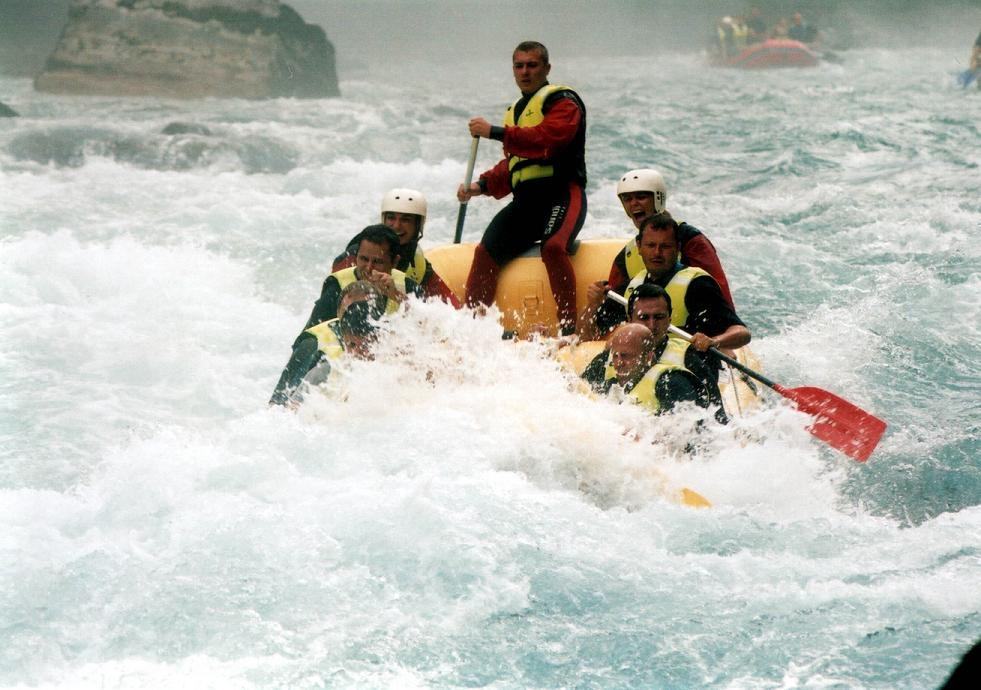
تجمع كبير في الجبل الأسود

كجميع الأنشطة الخارجية، يجب أن يوازن ركوب الطوف بين استخدامه للطبيعة والحفاظ على الأنهار كمورد طبيعي وموئل. بسبب هذه المشكلات، أصبح لبعض الأنهار الآن لوائح قوانين لتقييد المواسم السنوية وأوقات التشغيل اليومية أو عدد العوارض الخشبية.
تنشأ النزاعات عندما يقوم مسئول التجديف التجاري، بالتعاون مع البلديات والجمعيات السياحية في الكثير من الأحيان، بتغيير مجرى النهر عن طريق التجريف و / أو التفجير من أجل القضاء على مهددات السلامة أو إنشاء ميزات أكثر إثارة للاهتمام للمياه البيضاء في النهر. يجادل علماء البيئة بأن هذا قد يؤثر سلبا على النظم البيئية النهرية والمائية، وبينما يزعم المؤيدون أن هذه التدابير عادة ما تكون مؤقتة فقط لأن قاع النهر يتغير بشكل طبيعي دائمة خلال الفيضانات الكبيرة وغيرها من الأحداث. يتضمن نزاع آخر توزيع تصاريح الأنهار النادرة لشركات التجديف العامة أو التجارية التي تعمل بنفسك.
يشارك التجديف بواسطة العوارض الخشبية التي تعمل بأيديهم وشركات التجديف التجارية في اقتصاد العديد من المناطق والتي بدورها قد تساهم في حماية الأنهار من خلال توليد الطاقة الكهرومائية، وتحويل مسار الري، وغيرها من التنمية بالإضافة إلى ذلك، يمكن لرحلات ركوب الرمث في المياه البيضاء أن تعزز حماية البيئة. رحلات التجديف التي تستغرق عدة أيام بواسطة العوارض الخشبية وشركات التجديف التجارية من خلال النظام الوطني للأنهار البرية والمناظر الطبيعية لديها القدرة على تطوير الإشراف البيئي والسلوك البيئي العام. تشير الدراسات إلى أن الفعالية البيئية تزداد عندما تكون هناك زيادة في طول الرحلة، والغطس اليومي، ومقدار تعليم الموارد من قبل المشاركين في الرحلة.

## روابط خارجية
- الاتحاد الدولي للتجديف
- جمعية التجديف بالولايات المتحدة
- جمعية البوسنة والهرسك للتجديف